# Agabus affinis
Agabus affinis là một loài bọ cánh cứng bản địa của miền Cổ bắc (bao gồm châu Âu) và Cận Đông. Ở châu Âu. Nó xuất hiện ở những quốc gia Áo, Belarus, Bỉ, Quần đảo Anh, Croatia, Cộng hòa Séc, lục địa Đan Mạch, Estonia, Phần Lan, lục địa Pháp, Đức, Hungary, Cộng hòa Ireland, lục địa Italia, Kaliningrad, Latvia, Litva, Bắc Ireland, lục địa Na Uy, Ba Lan, Nga ngoại trừ phía nam, Slovakia, Thụy Điển, Thụy Sĩ, Hà Lan và Ukraina, Italia.

## Hình ảnh

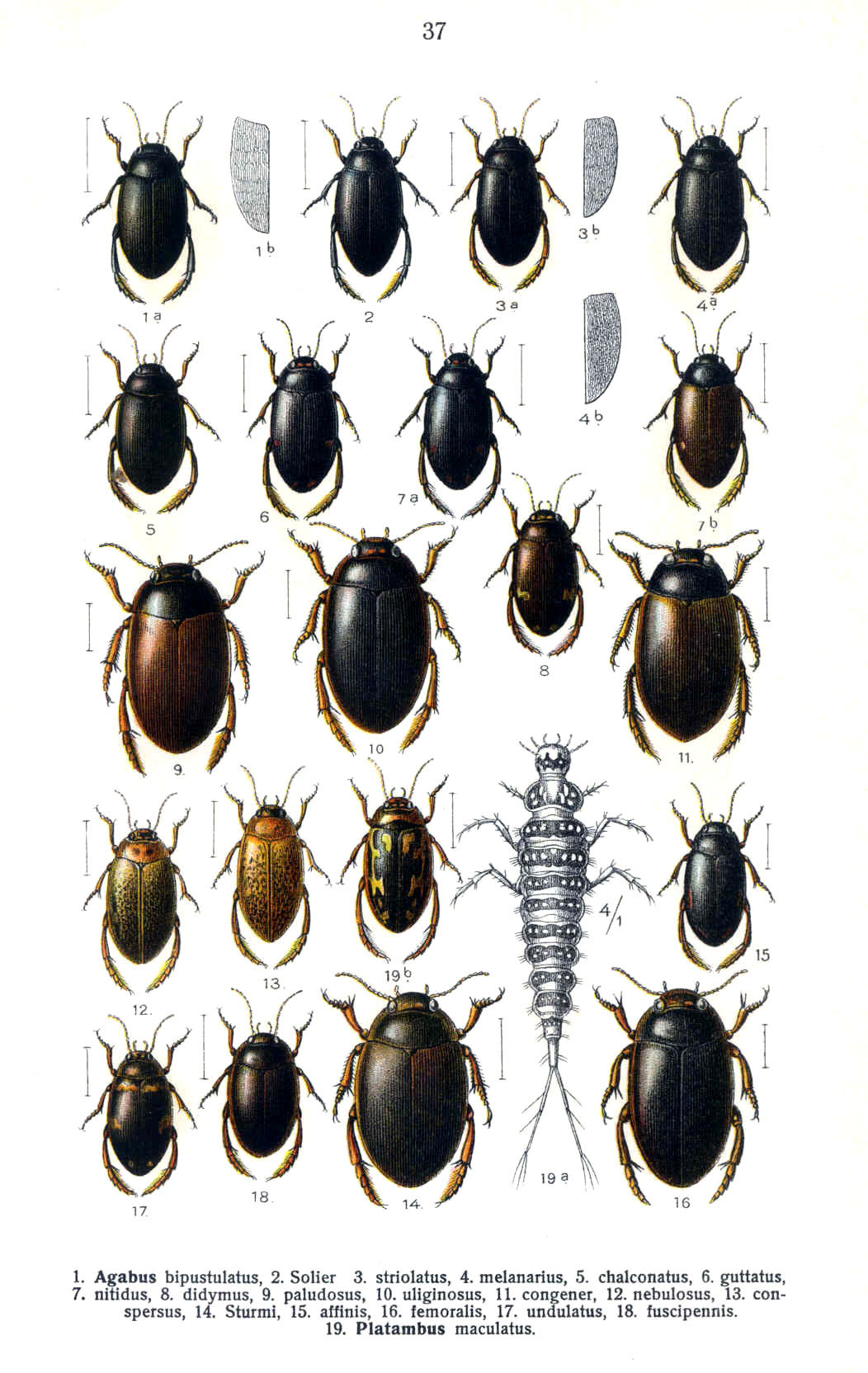
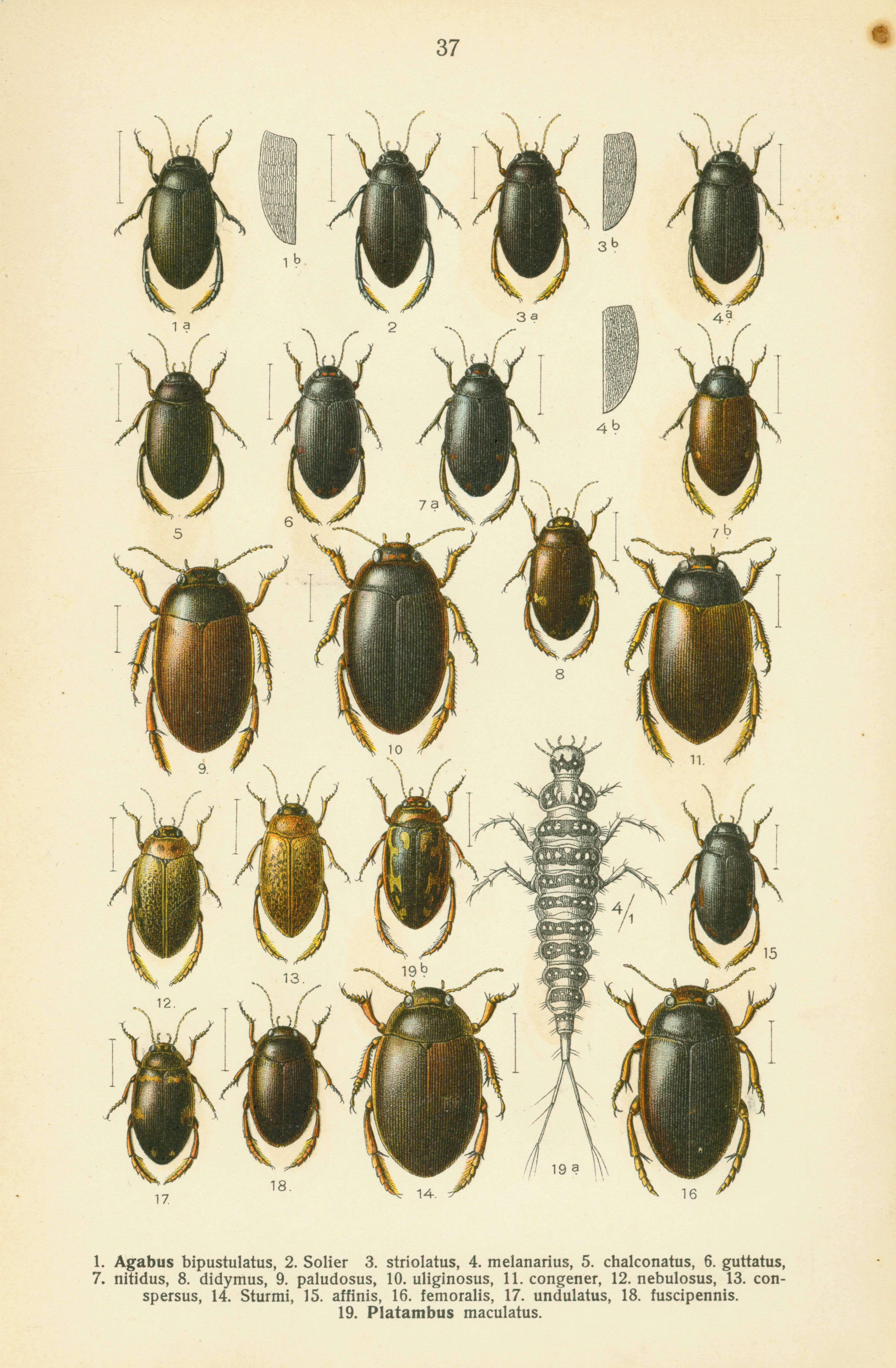